# رولاند بروکنر
رولاند بروکنر (آلمانی: Roland Brückner) ژیمناست زادهٔ ۱۴ دسامبر ۱۹۵۵ میلادی اهل کشور آلمان است.